# Like an angel/在雨中日子戀愛
《Like an angel/在雨中日子戀愛》（日语：Like an angel/雨の日に恋をした）是日本音樂組合See-Saw的主唱石川知亞紀（現在藝名石川智晶）的首張獨唱專輯。2004年2月4日由Victor Entertainment發行。

## 簡介
《Like an angel/在雨中日子戀愛》是石川知亞紀在2003年專輯《Inner Garden》後，相隔3個月發行的以兩首A面標題曲形式發行的單曲。
前者「Like an angel」曾被2003年10月至12月在東京電視台播出的電視動畫《高橋留美子劇場 人魚之森》選為片頭主題曲使用。後者「在雨中日子戀愛」則被TBS系列情報綜藝節目《排名王國》選為2003年12月份片頭主題曲使用。
由於石川在發行後次年改名「石川智晶」作現在藝名，因此該單曲是她以石川知亞紀名義發行的唯一單曲。

## 收錄歌曲
所有歌曲由石川知亞紀作詞、作曲。
1. Like an angel
  - 編曲：加藤道明（日语：加藤みちあき）
  - 東京電視台電視動畫《高橋留美子劇場 人魚之森》片頭主題曲
2. 在雨中日子戀愛（Like an angel/雨の日に恋をした）
  - 編曲：水谷公生（日语：水谷公生）
  - TBS系列情報綜藝節目《排名王國（日语：ランク王国）》2003年12月份片頭主題曲
3. 春
  - 編曲：加藤道明
4. Like an angel (without vocal)
5. 在雨中日子戀愛 (without vocal)